# Multi Unit Spectroscopic Explorer

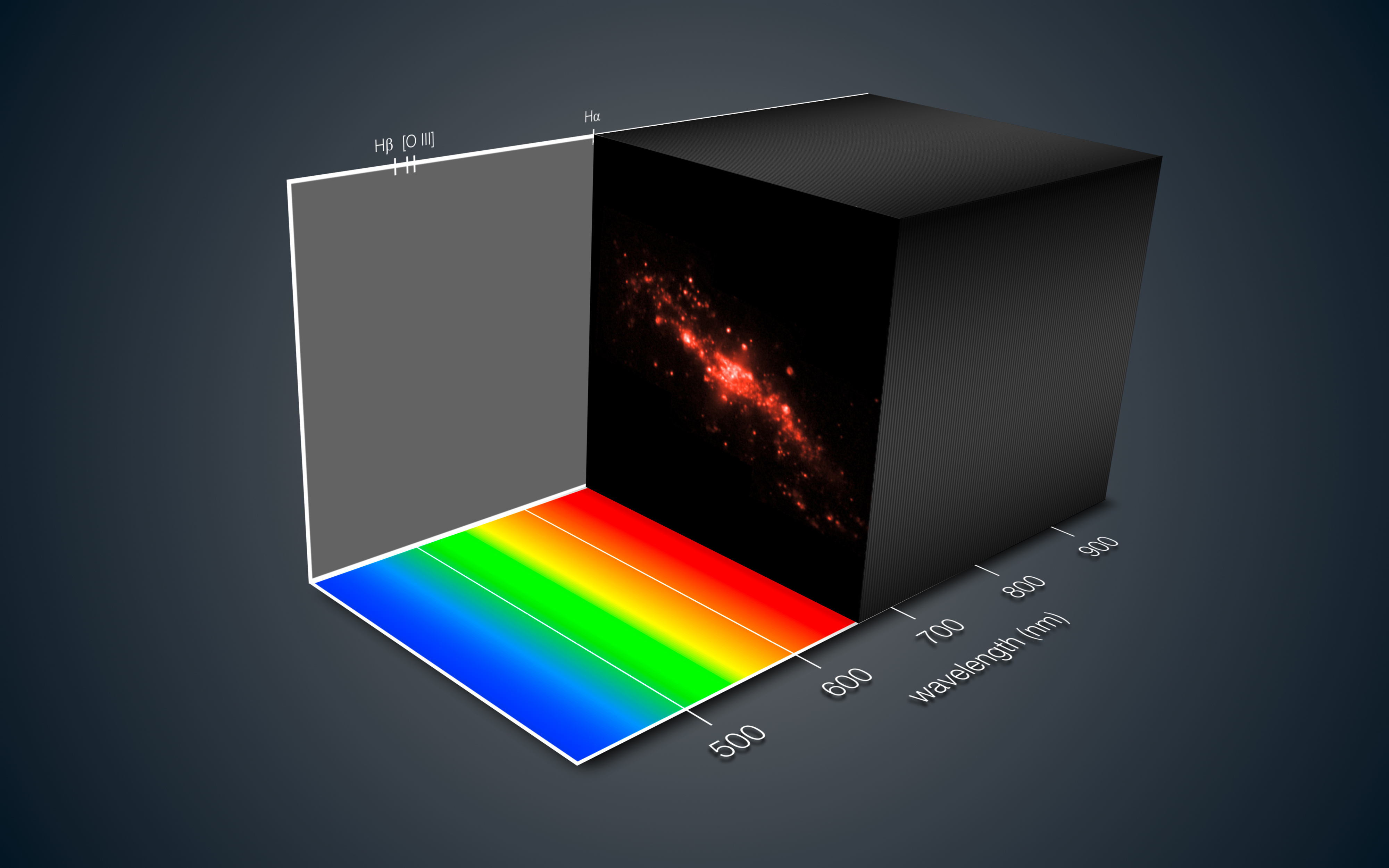
Wizualizacja ukazująca trójwymiarowy obraz galaktyki uzyskany za pomocą MUSE (dane uzyskane podczas obserwacji galaktyki NGC 4650A)

Multi Unit Spectroscopic Explorer (MUSE) – instrument zainstalowany na należącym do ESO teleskopie głównym nr 1 Bardzo Dużego Teleskopu (VLT) w Obserwatorium Paranal w Chile na początku 2014 r. MUSE jest najnowszym z instrumentów drugiej generacji zaprojektowanym dla VLT (pierwszymi dwoma były X-shooter i KMOS, a kolejnym będzie SPHERE).

## Budowa i działanie
Urządzenie składa się z 24 spektrografów, których zadaniem jest rozdzielanie światła na jego barwy składowe, w celu utworzenia zarówno obrazów, jak i widm wybranych obszarów nieba. W ten sposób powstają trójwymiarowe obrazy Wszechświata z widmem w każdym pikselu jako trzecim wymiarem. Metoda ta, zwana spektroskopią zintegrowanego pola (ang. integral field spectroscopy), pozwala astronomom na jednoczesne zbadanie własności różnych części obiektu takiego jak np. galaktyka, aby określić w jaki sposób rotuje oraz aby zmierzyć jego masę. Pozwala także na ustalenie składu chemicznego w różnych częściach obiektu oraz innych własności fizycznych.
Duży potencjał badawczy MUSE wynika z połączenia urządzenia fotografującego z pomiarowymi możliwościami spektrografu, korzystając jednocześnie z lepszej ostrości obrazów dostarczanych przez system optyki adaptatywnej nazywanej "GALACSI".
Instrument został zaprojektowany i wykonany przez konsorcjum MUSE – kierowane przez Centre de Recherche Astrophysique de Lyon z Francji oraz instytuty partnerskie z Niemiec, Szwajcarii, Holandii i Francji.

## Cele naukowe
Instrument MUSE ma służyć przede wszystkim do badań wczesnego Wszechświata, mechanizmów powstawania galaktyk, ma także obserwować ruchy materii w sąsiednich galaktykach i określić ich skład chemiczny. Do innych zastosowań można zaliczyć m.in.: badanie planet i księżyców w Układzie Słonecznym, czy własności rejonów gwiazdotwórczych w Drodze Mlecznej.

## Galeria
- Ta sekwencja wideo została stworzona z wielu oddzielnych obserwacji Jowisza w trakcie tranzytu księżyca w Europie i jego cienia.
- Ten widok pokazuje jak instrument daje trójwymiarowy obraz Mgławicy Oriona.
- Ten widok pokazuje jak instrument daje trójwymiarowy obraz odległej galaktyki.
- Ten widok pokazuje jak instrument daje trójwymiarowy widok NGC 4650A.
- Inny widok, gdy Instrument daje trójwymiarowy widok NGC 4650A.